# Антония Хибрида Старша
Антония Хибрида Старша (на латински: Antonia Hybrida Major) e първата дъщеря на политика Гай Антоний Хибрида, който е консул 63 пр.н.е. заедно с Цицерон.
Баща ѝ е вторият син на Марк Антоний Оратор и чичо на Марк Антоний. Тя е по бащина линия братовчедка на Марк Антоний.
Омъжва се около 58 пр.н.е. за Луций Каниний Гал, народен трибун 56 пр.н.е., приятел на Цицерон. Той произлиза от фамилията Канинии от Тускулум. Той умира през 44 пр.н.е.
Двамата имат син Луций Каниний Гал (консул 37 пр.н.е.), който е баща на Луций Каниний Гал (суфектконсул 2 пр.н.е.).